# Grégory Pujol
Pour les articles homonymes, voir Pujol.
Grégory Pujol, né le 25 janvier 1980 à Champagnole, est un footballeur français formé au FC Nantes et professionnel jusqu'en 2016. Son poste de prédilection est avant-centre.

## Biographie

### Formation au FC Nantes
Repéré dans sa ville jurassienne Champagnole en 1997 par Guy Hillion, recruteur historique du FCNA, il commence sa carrière professionnelle au FC Nantes en 2001, un an après le dernier titre de champion du club. De la même promotion que Marama Vahirua ou Mathieu Berson, il n'a percé que très tard. « Le plus dur, pour un attaquant, c'est de savoir quand garder et quand donner le ballon. À Nantes, j'ai souvent fait le mauvais choix en étant trop collectif et on me l'a reproché » analyse-t-il après-coup. Pendant quatre ans il joue les doublures de luxe, marquant 11 buts en championnat. Le 17 avril 2004 il s'illustre en inscrivant l'unique but nantais en finale de la Coupe de la Ligue (défaite aux tirs au but contre Sochaux). En 2005, il part à Anderlecht, sous forme de prêt et fils de Lucas Pujol.

### Expérience à l'étranger et retour en France
Alors qu'il est sur le banc à Anderlecht, il bénéficie de la blessure du titulaire Nicolás Frutos pour jouer. Il permet alors à Anderlecht d'obtenir son titre grâce à 4 buts et 2 passes décisives en 11 matchs de championnat ainsi qu'un penalty provoqué dans la dernière ligne droite.
Fin mai 2006, il obtient un transfert vers le club français de Sedan tout juste promu en Ligue 1 française. Il marque 10 buts en championnat et trouve des automatismes avec l'international camerounais Joseph-Désiré Job. Sedan étant relégué à la fin de la saison, il quitte les Ardennes pour rejoindre le club de Valenciennes qui a réussi à se maintenir après son retour en Ligue 1.

### La révélation à Valenciennes
Dans l'ombre de Steve Savidan pendant la saison 2007-2008, il termine, la saison suivante, meilleur buteur de VA, ex æquo avec Johan Audel. C'est lors de la saison 2010-2011, après trois années moyennes en termes de statistiques, qu'il réalise de loin sa meilleure saison en finissant troisième meilleur buteur du championnat avec 17 buts, derrière Moussa Sow et Kevin Gameiro.
Il marque son 50e but en L1 le 3 avril 2011 à Saint-Étienne.

### Fin de carrière au Gazélec Ajaccio
Le 21 juin 2014, en fin de contrat avec Valenciennes, il signe un contrat de 2 ans au Gazélec Ajaccio. Avec le club corse, il parvient à accéder à la Ligue 1 en terminant vice-champion de Ligue 2.
Le 31 juillet 2016, après deux saisons avec le club corse et une tentative de retour ratée au VAFC, il met un terme à sa carrière.

### Reconversion
Après sa carrière de footballeur professionnel, il a repris un café-restaurant à Valenciennes.
En juin 2019, il reprend une licence amateur dans le club de Saint-Amand-les-Eaux.

## Caractéristiques techniques
Attaquant complet, il est capable de répéter les efforts durant 90 minutes. Très collectif, il participe activement à la récupération du ballon. Ses déviations, ses protections de balle et ses appels incessants font oublier une certaine lenteur et un déficit d'explosivité. Adroit devant le but, il cadre beaucoup de ses frappes. Il provoque rarement en un contre un et tente peu de dribbles.

## Statistiques
| Saison                | Club                  | Championnat           | Championnat | Championnat | Coupe nationale | Coupe nationale | Coupe de la Ligue | Coupe de la Ligue | Compétition(s) continentale(s) | Compétition(s) continentale(s) | Compétition(s) continentale(s) | Total | Total |
| Saison                | Club                  | Division              | M.          | B.          | M.              | B.              | M.                | B.                | Comp.                          | M.                             | B.                             | M.    | B.    |
| 2001-2002             | FC Nantes             | Division 1            | -           | -           | -               | -               | -                 | -                 | C1                             | 1                              | 0                              | 1     | 0     |
| 2002-2003             | FC Nantes             | Ligue 1               | 24          | 4           | 1               | 1               | 1                 | 0                 | -                              | -                              | -                              | 26    | 5     |
| 2003-2004             | FC Nantes             | Ligue 1               | 28          | 6           | 4               | 2               | 2                 | 1                 | CI                             | 3                              | 2                              | 37    | 11    |
| 2004-2005             | FC Nantes             | Ligue 1               | 18          | 1           | 2               | 1               | 1                 | 1                 | CI                             | 3                              | 1                              | 24    | 4     |
| 2005-2006             | FC Nantes             | Ligue 1               | 1           | 0           | -               | -               | -                 | -                 | -                              | -                              | -                              | 1     | 0     |
| Sous-total            | Sous-total            | Sous-total            | 71          | 11          | 7               | 4               | 4                 | 2                 | -                              | 7                              | 3                              | 89    | 20    |
| 2005-2006             | RSC Anderlecht        | Ligue Jupiler         | 11          | 4           | 1               | 0               | -                 | -                 | C1                             | 2                              | 0                              | 14    | 4     |
| Sous-total            | Sous-total            | Sous-total            | 11          | 4           | 1               | 0               | -                 | -                 | -                              | 2                              | 0                              | 14    | 4     |
| 2006-2007             | CS Sedan              | Ligue 1               | 36          | 10          | 2               | 1               | 1                 | 0                 | -                              | -                              | -                              | 39    | 11    |
| Sous-total            | Sous-total            | Sous-total            | 36          | 10          | 2               | 1               | 1                 | 0                 | -                              | -                              | -                              | 39    | 11    |
| 2007-2008             | Valenciennes FC       | Ligue 1               | 29          | 5           | 1               | 1               | 3                 | 1                 | -                              | -                              | -                              | 33    | 7     |
| 2008-2009             | Valenciennes FC       | Ligue 1               | 33          | 7           | 1               | 0               | 1                 | 1                 | -                              | -                              | -                              | 35    | 8     |
| 2009-2010             | Valenciennes FC       | Ligue 1               | 31          | 6           | 1               | 0               | 1                 | 0                 | -                              | -                              | -                              | 33    | 6     |
| 2010-2011             | Valenciennes FC       | Ligue 1               | 33          | 17          | 1               | 0               | -                 | -                 | -                              | -                              | -                              | 34    | 17    |
| 2011-2012             | Valenciennes FC       | Ligue 1               | 13          | 3           | 1               | 0               | 1                 | 1                 | -                              | -                              | -                              | 15    | 4     |
| 2012-2013             | Valenciennes FC       | Ligue 1               | 23          | 8           | -               | -               | -                 | -                 | -                              | -                              | -                              | 23    | 8     |
| 2013-2014             | Valenciennes FC       | Ligue 1               | 27          | 4           | -               | -               | 1                 | 0                 | -                              | -                              | -                              | 28    | 4     |
| Sous-total            | Sous-total            | Sous-total            | 189         | 50          | 5               | 1               | 7                 | 3                 | -                              | -                              | -                              | 201   | 54    |
| 2014-2015             | GFC Ajaccio           | Ligue 2               | 28          | 4           | 1               | 0               | 2                 | 0                 | -                              | -                              | -                              | 31    | 4     |
| 2015-2016             | GFC Ajaccio           | Ligue 1               | 19          | 5           | -               | -               | -                 | -                 | -                              | -                              | -                              | 19    | 5     |
| Sous-total            | Sous-total            | Sous-total            | 47          | 9           | 1               | 0               | 2                 | 0                 | -                              | -                              | -                              | 50    | 9     |
| Total sur la carrière | Total sur la carrière | Total sur la carrière | 352         | 82          | 16              | 6               | 14                | 5                 | -                              | 9                              | 3                              | 391   | 96    |

## Palmarès
- Champion de Belgique en 2006 avec le RSC Anderlecht.
- Finaliste de la Coupe de la Ligue en 2004 avec le FC Nantes.